# Hyponeuma taltula
Hyponeuma taltula (лат.) — вид бабочек из подсемейства совок-пядениц. Единственный вид в роде Hyponeuma. Описан американским энтомологом Уильямом Шаусом. Встречается в Бразилии. Вредитель сахарного тростника.

## Описание
Размах крыльев бабочки около 32 мм. Глаза без волосков. Щупики прямые, их второй членик в четыре раза длиннее головы. Яйца белые 0,268 мм × 0,419 мм. Личинки белые длиной до 33,22 мм. Куколки самок (15,48—16,64 мм) больше, чем  куколки самцов (14,93—16,13 мм).

## Биология
Самки откладывают яйца в основание стеблей сахарного тростника. В день она откладывает около 85 яиц, в течение жизни плодовитость составляет 425 яиц. Эмбриональное развитие длится 5—6 суток. Развитие личинок продолжается 45 до 62 дней. В состоянии куколки пребывают 12 до 15 дней. Впервые этот вид был отмечен в качестве вредителя сахарного тростника в Сан-Паулу и Пернамбуку в 1973 году.